# My Little Pony - Equestria Girls - Magical Movie Night
My Little Pony - Equestria Girls - Magical Movie Night, anche conosciuto con il titolo Netflix Tales of Canterlot High, in Italia I racconti della Canterlot High, è una serie di tre episodi speciali di My Little Pony - Equestria Girls, spin-off della serie animata My Little Pony - L'amicizia è magica legato all'omonima linea di giocattoli Hasbro, andati in onda negli Stati Uniti su Discovery Family tra il 24 giugno e l'8 luglio 2017.
Gli episodi, della durata di 22 minuti ciascuno, sono collocati cronologicamente dopo gli eventi di Legend of Everfree e prima di quelli di My Little Pony - Il film. Oltre al solito cast di protagoniste, gli episodi vedono il ritorno delle Shadowbolts e introducono il nuovo personaggio di Juniper Montage. Starlight Glimmer viene inoltre trasportata nel mondo di Equestria Girls per la prima volta.
L'episodio speciale cronologicamente successivo alla trilogia I racconti della Canterlot High è il mediometraggio di 44 minuti Equestria Girls - Forgotten Friendship.
I tre episodi sono disponibili su Netflix in italiano dal 30 settembre 2017 e sono andati in onda su Cartoonito il 22 ottobre 2017.

## Lista episodi
| N. | Titolo       | Titolo                  | Regia       | Sceneggiatura            | Prima TV       | Prima TV          |
| N. | originale    | italiano                | Regia       | Sceneggiatura            | Stati Uniti    | Italia            |
| -- | ------------ | ----------------------- | ----------- | ------------------------ | -------------- | ----------------- |
| 1  | Dance Magic  | La magia della danza    | Ishi Rudell | G.M. Berrow              | 24 giugno 2017 | 30 settembre 2017 |
| 2  | Movie Magic  | La magia del cinema     | Ishi Rudell | Noelle Benvenuti         | 1º luglio 2017 | 30 settembre 2017 |
| 3  | Mirror Magic | La magia dello specchio | Ishi Rudell | Rachel Vine, Dave Polsky | 8 luglio 2017  | 30 settembre 2017 |

## Trama episodi

### La magia della danza
Rarity, in cerca di un piano per raccogliere fondi a beneficio del Campeggio Everfree, convince le sue amiche a iscriversi assieme a un concorso di video musicali nella speranza di vincerne il premio in denaro, investendo tutti i fondi raccolti fino ad allora in materiale per i costumi appropriati. Nel frattempo, quattro studentesse della Crystal Prep Academy, anch'esse iscritte alla competizione, rubano a Rarity l'idea per il tema del video. Rarity, venutane a conoscenza, cade nella disperazione, finché non scopre per caso, origliando una conversazione delle rivali, che anch'esse sono preoccupate perché non hanno una canzone originale da impiegare nel video. Su proposta di Rarity, i due gruppi decidono di mettere da parte la rivalità e collaborare tutte a un singolo video, vincendo così la competizione e dividendosi il primo premio.

### La magia del cinema
Le sette amiche sono invitate al set di produzione del nuovo film di Daring Do dal regista Canter Zoom, come ricompensa per aver raccolto fondi per il Campeggio Everfree.
Durante la visita, la produzione del film viene messa a repentaglio da una serie di sfortunate coincidenze, che culminano nella scomparsa di alcuni oggetti scenici personalmente approvati dall'autrice A.K. Yearling, e in quanto tali non rimpiazzabili con tempestività. Le ragazze, dopo aver notato un misterioso figuro scappare con gli oggetti, si danno al suo inseguimento, fino a scoprire che si tratta di Juniper Montage, la nipote e aiutante del regista. Questa, invidiosa dell'attrice protagonista Chestnut Magnifico, aveva deciso di sabotare la produzione nella speranza di far scadere il suo contratto e prenderne il posto.
Juniper viene allontanata dallo studio di registrazione, e come ricompensa per l'aiuto le sette amiche ottengono di comparire nel film come comparse.

### La magia dello specchio
Mentre le pagine del suo diario si esauriscono, c'è solo una cosa da fare per Sunset Shimmer: tornare ad Equestria come pony per procurarsi un nuovo diario. Là incontra Starlight Glimmer e accetta di portarla con sé attraverso il portale per farle visitare il mondo umano. Tuttavia, mentre Sunset Shimmer è via, Juniper Montage trova uno specchio incantato con la magia di Equestria. Assetata di vendetta, Juniper adopera i poteri dello specchio per intrappolare al suo interno le amiche di Sunset e in seguito anche la stessa Sunset. Avendo sotto controllo le sette ragazze, Juniper viene investita da un potere magico che la trasforma in una gigantessa malvagia. La furia distruttiva di Juniper provoca il progressivo infrangersi dello specchio, e con esso il limbo in cui sono rinchiuse le sette protagoniste, che si ritrovano circondate da un vuoto sempre più invasivo.
Nel frattempo Starlight fa del suo meglio per placare l'ira di Juniper. Infine, avendo compreso il suo desiderio di trovare un amico, Starlight riesce a convincere la gigantessa a liberare le ragazze, salvandole dal vuoto e facendo tornare in sé Juniper, che viene perdonata.
Princess Twilight concede a Starlight di restare in quel mondo ancora un po' per fare nuove esperienze al suo interno.

## Cast

### Cast originale
- Tara Strong: Twilight Sparkle (voce)
- Rebecca Shoichet: Sunset Shimmer, Twilight Sparkle (canto)
- Ashleigh Ball: Rainbow Dash, Applejack
- Andrea Libman: Pinkie Pie, Fluttershy
- Tabitha St. Germain: Rarity (voce)
- Kazumi Evans: Rarity (canto)
- Cathy Weseluck: Spike
- Sharon Alexander: Sour Sweet
- Sienna Bohn: Sugarcoat
- Shannon Chan-Kent: Lemon Zest
- Britt Irvin: Sunny Flare
- Andy Toth: Canter Zoom
- Ali Liebert: Juniper Montage
- Kira Tozer: Chestnut Magnifico
- Charles Zuckerman: Stalwart Stallion
- Kelly Sheridan: Starlight Glimmer

### Cast italiano
- Emanuela Pacotto: Twilight Sparkle
- Marcella Silvestri: Sunset Shimmer
- Federica Valenti: Rainbow Dash
- Donatella Fanfani: Pinkie Pie
- Chiara Francese: Rarity
- Benedetta Ponticelli: Applejack, Fluttershy
- Tania De Domenico: Spike, Sunny Flare
- Martina Felli: Sour Sweet
- Katia Sorrentino: Sugarcoat
- Sabrina Bonfitto: Lemon Zest
- Ludovica De Caro: Juniper Montage
- Beatrice Caggiula: Starlight Glimmer

## Distribuzione

### Pubblicazione internazionale
I tre episodi speciali sono andati in onda in Polonia sul canale Teletoon+ tra il 14 e il 28 maggio 2017.

### Home video
Gli episodi speciali sono stati pubblicati su DVD l'8 agosto 2017, e distribuita da Shout! Factory.

### Streaming in rete
Gli episodi speciali sono stati pubblicati su Netflix negli Stati Uniti il 1º ottobre 2017, con il nome di Equestria Girls: Tales of Canterlot High.